# Pablo Lima
Pablo Lima, właśc. Pablo Martín Lima Olid (ur. 26 marca 1981 w Montevideo) – urugwajski piłkarz grający na pozycji obrońcy. Od lata 2010 roku piłkarz Iraklisu Saloniki.